# Jerome Powell
Jerome Hayden "Jay" Powell (Washington, D.C., 4 de fevereiro de 1953) é um banqueiro, advogado, político e presidente do Sistema de Reserva Federal dos Estados Unidos. Em 2020, apareceu na lista de 100 pessoas mais influentes do ano pela Time.